# Million Dollar Baby
Million Dollar Baby és una pel·lícula del 2004 dirigida, produïda per Clint Eastwood i protagonitzada per ell mateix, Hilary Swank i Morgan Freeman. Narra la història d'un veterà entrenador de boxa al final de la seva carrera i els seus esforços per ajudar una boxejadora a arribar fins al més alt. El guió està escrit per Paul Haggis, basat en el relat curt de F.X. Toole. Després de rebre 7 nominacions als Oscars, en va rebre 4: a la millor pel·lícula, director, actriu (Hilary Swank) i actor secundari (Morgan Freeman). Aquesta pel·lícula ha estat doblada al català.

## Argument
Frankie Dunn ha entrenat i representat als millors púgils durant la seva dilatada carrera als quadrilàters. La lliçó més important que ha ensenyat als seus boxejadors és el lema que guia la seva pròpia vida: per damunt de tot, protegeix-te primer a tu mateix. Després d'una dolorosa separació de la seva filla, Frankie ha estat incapaç durant molt temps d'apropar-se a una altra persona. El seu únic amic és Scrap, un exboxejador que es cuida del gimnàs de Frankie. Fins que un dia apareix Maggie Fitzgerald al seu gimnàs. Maggie sap el que vol i està disposada a fer el que faci falta per aconseguir-ho.

## Repartiment
| Actor            | Personatge                            | Descripció                                                                                            | Doblatge al català |
| ---------------- | ------------------------------------- | --- | ------------------ |
| Clint Eastwood   | Frankie Dunn                          | Un entrenador de boxa veterà. És el protagonista de la historia.                                      | Jesús Ferrer       |
| Hilary Swank     | Maggie Fitzgerald                     | Una dona que vol complir el seu somni de ser boxejadora professional. Un dels personatges principals. | Alicia Laorden     |
| Morgan Freeman   | Eddie "Scrap-Iron" Dupris             | Un vell amic de Frankie i antic boxejador. Està cec d'un ull. Narrador de la història.                | Joan Crosas        |
| Anthony Mackie   | Shawrelle Berry                       | Boxejador que entrena sovint al gimnàs de Frankie                                                     | Santi Lorenz       |
| Jay Baruchel     | Danger Barch                          | Un noi que vol ser boxejador tot i no tenir les habilitats.                                           | Claudi Domingo     |
| Mike Colter      | Willie Little                         | Ex-alumne de Frankie                                                                                  | Alfonso Vallés     |
| Lucia Rijker     | Billie "The Blue Bear" (L'Ossa Blava) | Una boxejadora alemanya que juga brut. Culpable de la desgràcia de la Maggie.                         |                    |
| Brian F. O'Byrne | Pare Horvak                           | El capellà de l'església on va Frankie.                                                               | Albert Mieza       |
| Margo Martindale | Earline Fitzgerald                    | Mare egoista de la Maggie                                                                             | Rosa Pastó         |
| Riki Lindhome    | Mardell Fitzgerald                    | Germana de la Maggie                                                                                  | Joël Mulachs       |
| Michael Peña     | Omar                                  | Un boxejador i el millor amic de Shawrelle                                                            | Xavier Cassan      |
| Benito Martínez  |                                       | Mànager de la Billie                                                                                  |                    |
| Bruce McVittie   | Mickey Mack                           | Entrenador de Willie i rival de Frankie                                                               |                    |
| Ned Eisenberg    | Sally Mendoza                         | | Roger Peña         |

## Premis i nominacions
| Any  | Premi                                      | Categoria                                     | Persona                                                  | Resultat   |
| ---- | ------------------------------------------ | --------------------------------------------- | -------------------------------------------------------- | ---------- |
| 2004 | Premis Oscars                              | Millor pel·lícula                             |                                                          | Guanyadora |
| 2004 | Premis Oscars                              | Millor director                               | Clint Eastwood                                           | Guanyador  |
| 2004 | Premis Oscars                              | Millor actor secundari                        | Morgan Freeman                                           | Guanyador  |
| 2004 | Premis Oscars                              | Millor actriu                                 | Hilary Swank                                             | Guanyadora |
| 2004 | Premis Oscars                              | Millor actor                                  | Clint Eastwood                                           | Nominat    |
| 2004 | Premis Oscars                              | Millor guió adaptat                           | Paul Haggis                                              | Nominat    |
| 2004 | Premis Oscars                              | Millor muntatge                               | Joel Cox                                                 | Nominat    |
| 2004 | Premi Globus d'Or                          | Millor pel·lícula dramàtica                   |                                                          | Guanyadora |
| 2004 | Premi Globus d'Or                          | Millor director                               | Clint Eastwood                                           | Guanyador  |
| 2004 | Premi Globus d'Or                          | Millor actriu dramàtica                       | Hilary Swank                                             | Guanyadora |
| 2004 | Premi Globus d'Or                          | Millor actor secundari                        | Morgan Freeman                                           | Nominat    |
| 2004 | Premi Globus d'Or                          | Millor banda sonora                           | Clint Eastwood                                           | Nominat    |
| 2004 | New York Film Critics Circle Awards        | Millor director                               | Clint Eastwood                                           | Guanyador  |
| 2004 | Chicago Film Critics Association           | Millor director                               | Clint Eastwood                                           | Guanyador  |
| 2004 | Florida Film Critics Circle Award          | Millor actriu                                 | Hilary Swank                                             | Guanyadora |
| 2004 | NAACP Image Award                          | Millor actor de Repartiment                   | Morgan Freeman                                           | Guanyador  |
| 2004 | National Board of Review Award             | Millor pel·lícula                             |                                                          | Nominada   |
| 2004 | National Board of Review Award             | Millor director                               | Clint Eastwood                                           | Nominat    |
| 2004 | National Board of Review Award             | Millor actor                                  | Clint Eastwood                                           | Nominat    |
| 2004 | Premis Phoenix Film Critics Society        | Millor Actriu                                 | Hilary Swank                                             | Guanyador  |
| 2004 | Premis Phoenix Film Critics Society        | Millor Actor                                  | Clint Eastwood                                           | Nominat    |
| 2004 | Premis Phoenix Film Critics Society        | Millor director                               | Clint Eastwood                                           | Nominat    |
| 2004 | Premis Phoenix Film Critics Society        | Millor actor de Repartiment                   | Morgan Freeman                                           | Nominat    |
| 2004 | Premis Phoenix Film Critics Society        | Millor pel·lícula                             |                                                          | Nominat    |
| 2004 | Boston Society of Film Critics             | Millor actriu                                 | Hilary Swank                                             | Guanyadora |
| 2005 | Premis César                               | Millor pel·lícula estrangera                  |                                                          | Guanyadora |
| 2005 | National Board of Review                   | Millor pel·lícula                             |                                                          | Nominat    |
| 2005 | National Board of Review                   | Millor director                               | Clint Eastwood                                           | Nominat    |
| 2005 | National Board of Review                   | Millor actor                                  | Clint Eastwood                                           | Nominat    |
| 2005 | American Cinema Editors                    | Millor Muntatge                               | Joel Cox                                                 | Nominat    |
| 2005 | Amanda Award                               | Millor Pel·lícula Estrangera                  | Clint Eastwood                                           | Nominat    |
| 2005 | American Screenwriters Association         | Millor Pel·lícula Estrangera                  | Clint Eastwood                                           | Nominat    |
| 2005 | Art Directors Guild Award                  | Disseny de Producció                          | Henry Bumstead Jack G.d Taylor Jr                        | Nominats   |
| 2005 | Black Reel Award                           | Millor actor de Repartiment                   | Morgan Freeman                                           | Nominat    |
| 2005 | Broadcast Film Critics Association Award   | Millor Actriu                                 | Hilary Swank                                             | Guanyadora |
| 2005 | Broadcast Film Critics Association Award   | Millor actor de Repartiment                   | Morgan Freeman                                           | Nominat    |
| 2005 | Broadcast Film Critics Association Award   | Millor director                               | Clint Eastwood                                           | Nominat    |
| 2005 | Broadcast Film Critics Association Award   | Millor pel·lícula                             | Clint Eastwood Albert S. Ruddy Tom Rosenberg Paul Haggis | Nominat    |
| 2005 | Casting Society of America                 | Casting                                       | Phyllis Huffman                                          | Nominat    |
| 2005 | Directors Guild of America                 | Director i Equip De direcció                  | Clint Eastwood Tim Moore Robert Lorenz Donald Murphy     | Guanyadors |
| 2005 | Directors Guild of Great Britain           | Millor director                               | Clint Eastwood                                           | Nominat    |
| 2005 | ESPY Award                                 | Millor pel·lícula d'esport                    |                                                          | Nominat    |
| 2005 | MTV Movie                                  | Millor Actriu                                 | Hilary Swank                                             | Nominat    |
| 2005 | Motion Picture Sound Editors               | Millor so                                     | Alan Robert Murray Bub Asman David Grimaldi              | Nominats   |
| 2005 | Premis Satellite                           | Millor actriu                                 | Hilary Swank                                             | Guanyador  |
| 2005 | Premis Satellite                           | Millor Guió Adaptat                           | Paul Haggis                                              | Guanyador  |
| 2005 | Screen Actors Guild                        | Millor actriu                                 | Hilary Swank                                             | Guanyadora |
| 2005 | Screen Actors Guild                        | Millor actor de Repartiment                   | Morgan Freeman                                           | Guanyador  |
| 2005 | Screen Actors Guild                        | Millor Casting                                |                                                          | Nominat    |
| 2005 | Central Ohio Film Critics Association      | Millor pel·lícula                             |                                                          | Guanyadora |
| 2005 | Central Ohio Film Critics Association      | Millor actriu                                 | Hilary Swank                                             | Guanyadora |
| 2005 | Dallas-Fort Worth Film Critics Association | Millor pel·lícula                             |                                                          | Guanyadora |
| 2005 | Dallas-Fort Worth Film Critics Association | Millor actriu                                 | Hilary Swank                                             | Guanyadora |
| 2005 | Film Critics Circle of Australia           | Millor pel·lícula estrangera                  |                                                          | Guanyadora |
| 2005 | Kansas City Film Critics Circle            | Millor pel·lícula                             |                                                          | Guanyadora |
| 2005 | Kansas City Film Critics Circle            | Millor actriu                                 | Hilary Swank                                             | Guanyadora |
| 2006 | Kinema Junpo                               | Millor pel·lícula estrangera                  |                                                          | Guanyadora |
| 2006 | Kinema Junpo                               | Millor director estranger                     | Clint Eastwood                                           | Guanyador  |
| 2006 | Kinema Junpo                               | Millor pel·lícula estrangera -Readers' Choice |                                                          | Guanyadora |
| 2006 | Premis César                               | César a la millor pel·lícula estrangera       |                                                          | Guanyadora |
| 2006 | Billie Award                               | Millor Càsting per a llargmetratge-Drama      | Clint Eastwood Albert S. Ruddy Tom Rosenberg Paul Haggis | Nominats   |
| 2006 | Premis fotogramas de Plata                 | Millor pel·lícula estrangera                  |                                                          | Guanyadora |
| 2006 | Premi Grammy                               | Millor música                                 | Clint Eastwood                                           | Nominat    |
| 2006 | Premi Sant Jordi de Cinematografia         | Millor actriu Estrangera                      | Hilary Swank                                             | Guanyadora |
| 2006 | Premis de l'Acadèmia Japonesa de Cinema    | Millor pel·lícula estrangera                  |                                                          | Guanyadora |
| 2006 | Blue Ribbon                                | Millor pel·lícula estrangera                  |                                                          | Guanyadora |
| 2006 | Círculo de Guionistas (Espanya)            | Millor pel·lícula estrangera                  |                                                          | Guanyadora |
| 2006 | Premis Empire                              | Millor actriu                                 | Hilary Swank                                             | Nominada   |
| 2007 | Cinema Brasil Grand Prize                  | Millor pel·lícula estrangera                  |                                                          | Nominada   |